# Džamál Chášukdží
Džamál Chášukdží (někdy Džamál Chášakdží, arabsky جمال أحمد حمزة خاشقجي Ǧamāl Aḥmad Ḥamza H̱āšuqǧī, známý též jako Jamal Ahmad Khashoggi; 13. října 1958, Medína, Saúdská Arábie – 2. října 2018 Istanbul, Turecko) byl saúdskoarabský žurnalista, kritik politiky korunního prince Mohameda bin Salmána i účasti země ve válce v Jemenu. Od roku 2017 působil v exilu ve Spojených státech. V říjnu 2018 byl zavražděn na saúdském generálním konzulátě v Istanbulu.

## Život

### Původ a novinářská činnost
Chášukdží pocházel ze známé a mocné saúdskoarabské rodiny. Byl vnukem Mohameda Chášukdžího, tureckého lékaře, který si vzal za ženu Saúdskou Arabku a stal se osobním lékařem zakladatele a prvního krále země Abd al-Azíze ibn Saúda. Byl také synovcem Adnana Chášukdžího, mimořádně bohatého obchodníka se zbraněmi, známého mj. účastí v aféře Írán-Contras. Jeho bratrancem byl Dodi Al-Fayed, který byl přítelem britské princezny Diany a v roce 1997 s ní zahynul při automobilové nehodě v Paříži.
Chášukdží zahájil svou novinářskou kariéru prací pro anglicky psaný list Saudi Gazette. Dále pracoval pro několik arabských novin a prosadil se jako zahraniční korespondent píšící zprávy z Afghánistánu, Alžíru, Súdánu a Středního východu. V této době se setkal s Usámou bin Ládinem, který bojoval proti Sovětům v Afghánistánu. Chášukdžímu poskytl bin Ládin několik rozhovorů. Tehdy s ním Chášukdží sympatizoval, po bin Ládinově příklonu k mezinárodnímu terorismu se s ním však názorově rozešel.
V letech 1999 až 2003 byl Chášukdží zástupcem šéfredaktora listu Arab News, hlavního anglicky psaného deníku v Saúdské Arábii. Krátce poté a znovu v letech 2007–2010 vedl saúdskoarabský deník Al Watan, z nějž byl vyhozen za „posouvání hranic debaty uvnitř saúdské společnosti“, jak uvedl na své osobní stránce. V roce 2010 se stal ředitelem nového zpravodajského kanálu Al-Arab v Bahrajnu. Kanál byl vypnut 11 hodin po svém spuštění, protože Chášukdží publikoval rozhovor se zástupcem ší'itské většiny v tomto státě.

### Kritika saúdského režimu a exil
Chášukdží kritizoval wahhábismus, přísnou formu islámu, která je vyznávána v Saúdské Arábii, a také politiku saúdskoarabského režimu a korunního prince Mohameda bin Salmána, například zatýkání lidskoprávních aktivistů a kritiků vládnoucí rodiny, saúdskou blokádu Kataru, saúdskou vojenskou intervenci v Jemenu nebo diplomatické konflikty s Kanadou a Libanonem. Předmětem jeho kritiky byly také izraelské osady, které Izrael buduje na okupovaných palestinských územích. Podle listu The New York Times se Chášukdží pokoušel bojovat také proti oficiální saúdskoarabské twitterové kampani, kterou vládnoucí dynastie spustila proti svým exilovým kritikům.
Od roku 2017 pobýval z obav o svou bezpečnost ve Virginii ve Spojených státech a přispíval do amerického deníku The Washington Post. Od začátku roku 2018 navštěvoval stále více Turecko, kde se několikrát setkal i s prezidentem Erdoğanem, jehož přívržencem se stal. V Istanbulu se seznámil s doktorandkou jménem Hatice Cengiz, s níž se chtěl po rozvodu oženit, a proto dvakrát navštívil saúdskoarabský generální konzulát v Istanbulu – nejprve 28. září a poté 2. října 2018, kdy tam byl zavražděn. Následně vznikla kolem případu jeho zmizení mezinárodní krize, kvůli níž mj. navštívil americký ministr zahraničí Mike Pompeo jak Rijád, tak Ankaru.

## Vražda a mezinárodní reakce
Krátce po Chášukdžího zmizení dne 2. října 2018 zveřejnily turecká policie a úřady svůj názor, že Chášukdží byl na saúdském generálním konzulátu v Istanbulu při „výslechu“ členy královské gardy a saúdské tajné služby umučen, jeho tělo bylo následně rozčtvrceno a rozpuštěno v kyselině. Za tímto účelem přiletěla téhož dne ráno z Rijádu do Istanbulu skupina patnácti mužů, včetně vojáků, příslušníků tajných služeb a forenzního patologa, který podle těchto zpráv po Chášukdžího brutálním mučení (včetně uříznutí prstů na rukou) a uškrcení, jež mělo trvat sedm minut, jeho tělo rozřezal speciální pilkou. Následně mělo být Chášukdžího mrtvé tělo rozpuštěno v kyselině. Skupina mužů se ještě tentýž večer vrátila do Rijádu. Po vynuceném svolení saúdských úřadů s prohlídkou generálního konzulátu hledala turecká policie následně stopy po činu přímo na něm a také začala hledat Chášukdžího pozůstatky v Bělehradském lese na předměstí Istanbulu a na pobřežní farmě u Marmarského moře.
Saúdská Arábie vraždu nejdříve popřela a tvrdila, že Chášukdží z jejího konzulátu odešel. Jeho zabití přiznala po více než dvou týdnech, ačkoli při té příležitosti neuvedla, co se stalo s jeho tělem. Posléze tamější prokuratura oznámila zatčení osmnácti podezřelých osob a ministr zahraničí dokonce vyjádřil nad činem politování. Přibližně tři týdny po vraždě ji odsoudil i samotný korunní princ Mohamed bin Salmán a saúdskoarabský generální prokurátor uznal, že byla předem naplánovaná.
Americký republikánský senátor Rand Paul již v reakci na zmizení Chášukdžího vyzval k zastavení prodeje amerických zbraní do Saúdské Arábie, která je blízkým spojencem Spojených států. Americký prezident Donald Trump se k činu postavil zdrženlivě, zatímco německá kancléřka Angela Merkelová ohlásila reakci v podobě pozastavení dodávek zbraní do Saúdské Arábie. Další evropské země (Spojené království, Francie, Španělsko a Česká republika) navzdory Chášukdžího vraždě a válce v Jemenu pokračují ve vývozu zbraní do Saúdské Arábie. Některé evropské státy (Spojené království, Francie a Nizozemsko) společně s USA odřekly účast svých ministrů na investiční konferenci v Rijádu, jež se konala koncem října 2018.